# Ásványtő
Ásványtő vagy Ronka, középkori település Komárom vármegyében, mely a mai Komáromfüss és Kolozsnéma kataszterének határán feküdhetett.

## Története
Ásvány neve mesterséges eredetű folyamra utal.
Egykor a Koppán nemzetség birtoka volt.
Ásványtő 1226-ban Uros pannonhalmi apát új szerzeményei között szerepel. 1234-től 1270-ig a pannonhalmi apátságnak 15 beltelke (1250-ben) és 5 dunai malma volt itt. 1268-ban a komáromi vár tartozékai között is szerepel. 1266–1400 között a pannonhalmi apátságé, mely birtokában (Assuantheu) Nagy Lajos király is 1378-ban megerősítette. Ekkor Csicsóval és Mezőlakkal határos. 1400-ban is említik (Aswanteu) az apátság birtokában Gönyűi János leánya Apollónia és Némai Jakab özvegye és fiai közt folyt perben.
1448-ban Debrenthei Tamás a pannonhalmi apátság kormányzójának panasza szerint Vízkereszt ünnepe körül Országh Mihály familiárisai az apátság két Fyuz, Aswanthew és Erech possessióin hatalmaskodtak. 1460-ban az ásványtői
vám a komáromi váré volt. 1538-ban Mihály pannonhalmi főapát zálogba adja Komáromi Mihály diáknak 100 arany forintért. 1546-ban Nyilkai Mihály diák, pannonhalmi provisor (jószágkormányzó) és várnagy, a győri káptalan előtt kijelenti, miszerint a gróf Nyáry pannonhalmi conservator által neki adományozott Ásványtőt, minden pénzkövetelés nélkül visszaadja, amint a főapátság régi jogaiba visszahelyeztetik. 1553-ban Csanády János főapát a győri káptalan előtt Nyilkai Mihályt beperli, mivel ígéretét nem váltotta be. Ulászló főapát megengedi Nyilkai Mihálynak, hogy holta napjáig bírja az ásványtői curiát. Oláh Miklós 1561-1562-es kánoni vizitációi szerint a török elpusztította. 1589-ben Csuty Gáspár Zamaria Ferdinánd érsekújvári és veszprémi kapitánynak zálogosítja el ásványtői nemesi kúriáját. Csuty Gáspár halála után az ún. Karom nemesi kúriát, melyet még Fejérkövy István kormányzó ruházott föl nemesi kiváltságokkal, Vida Simon vette birtokba, de perbe keveredett a főapátsággal, ami miatt utóbbi azt végül megvásárolja.
1654-ben Ásványtő filiája volt a füssi református anyaegyháznak, s mint ilyen hozzájárult a díjlevél szerint megállapított fizetésekkel az anyaegyház prédikátorának javadalmához. Az 1670-es évek táján, hihetőleg árvízkatasztrófa következtében pusztult el, s lakosai fölszívódtak az anyaegyház, Füss lakosai közé, mint a pannonhalmi főapátságnak prédialistái és jobbágyai. Temploma eredetileg Szent Imre tiszteletére volt szentelve. Állítólag ebből a templomból feliratos kövek kerültek elő, de dokumentálásukra soha nem került sor. Állítólag a lengyel csapatok pusztították el Bécs felmentését követően.
Később Ronka (praedium Ronka) alakban jelenik meg a forrásokban és térképeken. A korábbi források viszont egymással határos birtokokként említik Ásványtőt és Ronkát.
1754-ben és 1790-ben puszta. Legkésőbb az Ásványtői-csárda névalak őrizhette meg az egykori település nevét. Fessler és Gyulai szerint Kolozsnéma 1806-ig a máshol említett Ásványtő helyén feküdt és annak nevét viselte. Mikor azután az 1806-iki árvíz Ásványtőt romba döntötte, telepedtek át lakosai a mostani falu helyére.